# Kreuzigungsbildstock (Köhler)

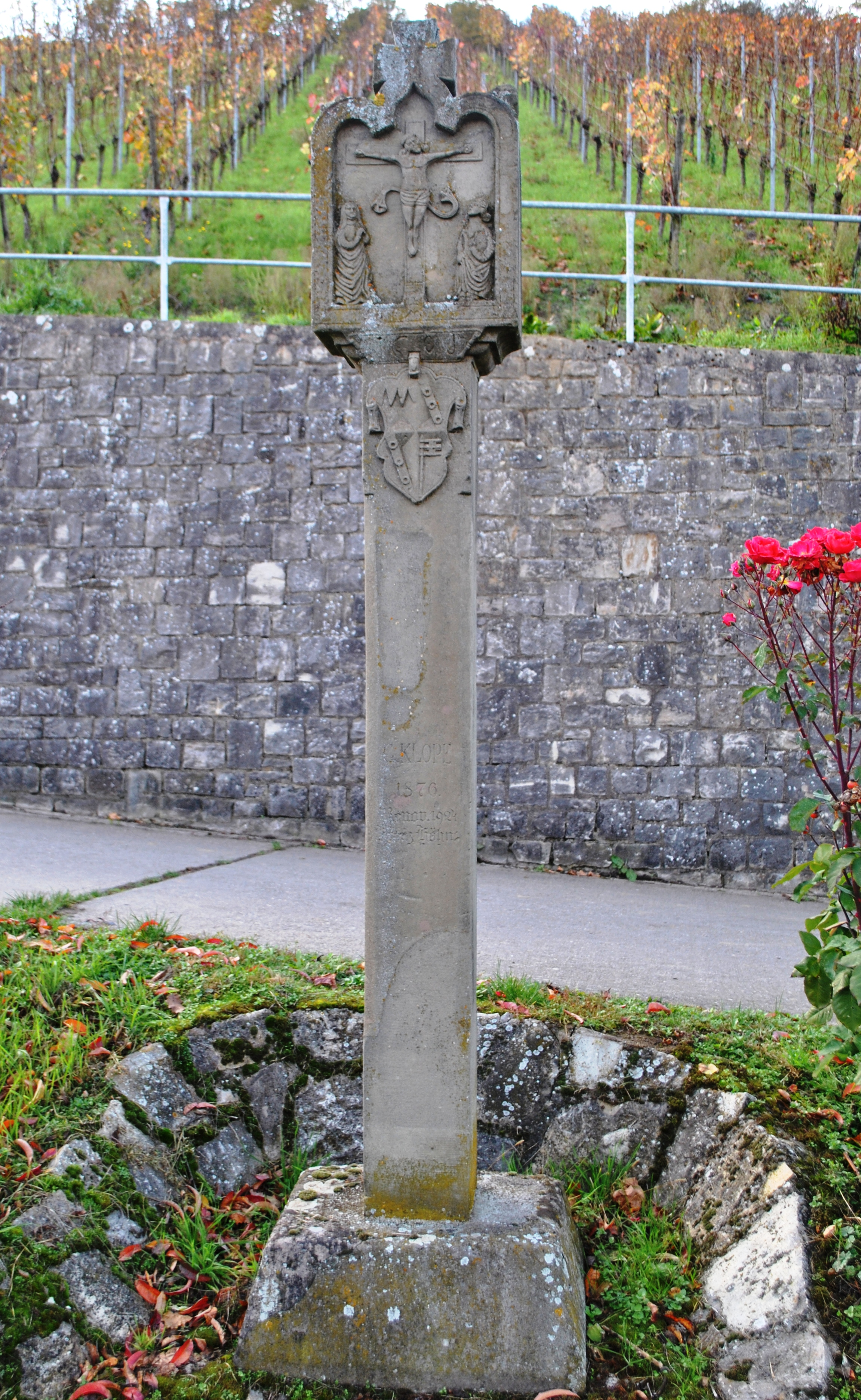
Der Bildstock in Köhler

Der Kreuzigungsbildstock ist eine Marter im Volkacher Ortsteil Köhler in Unterfranken. Er wurde im Zuge der Gegenreformation als sogenannter Monolithbildstock errichtet.

## Geschichte
Die sogenannten monolithischen Bildstöcke prägten in der Zeit der Gegenreformation die Region um Schweinfurt. Die Würzburger Fürstbischöfe förderten die Aufstellung dieser Glaubensdenkmäler überall im Bistum. Grund hierfür war unter anderem die Ausbreitung der lutherischen Lehre und die Abkehr der Freien Reichsstadt Schweinfurt vom alten Glauben. Der Bildstock ist vom Bayerischen Landesamt für Denkmalpflege als Baudenkmal eingeordnet.
Der Köhler Bildstock wurde von einem Steinmetz geschaffen, der zwischen 1602 und 1610 mehrere dieser Martern zwischen Volkach und Schweinfurt gearbeitet hat. Es handelte sich um den Meister MO, was aus einem Steinmetzzeichen auf dem Stock zurückzuführen ist. Er entstand im Jahr 1605 und entstand deshalb unter der Regierung des Fürstbischofs Julius Echter von Mespelbrunn. Im Jahr 1876 wurde der Bildstock einer Renovierung unterzogen. Ebenso wurde er 1924 erneuert.

## Beschreibung
Die monolithischen Bildstöcke weisen allesamt ein ähnliches Erscheinungsbild auf. Die rechteckigen, massiven Säulen gehen in einen blockhaften Kopfteil über. Alle wurden aus jeweils einem einzigen Stein geschaffen. Der Sockel besitzt eine quadratische Basis, die im oberen Bereich häufig stark abgeschrägt ist. Zumeist sind die Stöcke mit Wappendarstellungen verziert. In großer Mehrzahl überwiegen die Darstellungen von Kreuzigungsszenen im Aufsatz.
Auch auf dem Köhler Bildstock ist die Kreuzigung dargestellt. Im leicht profilierten Übergang zum Schaft ist auf der Vorderseite die Jahreszahl 1605 in einer Kartusche zu erkennen, darunter wurde das Wappen des Julius Echter angebracht. Der Bildstock läuft in einem massiven Kreuz aus, hinten wurde er nicht verziert, links und rechts trägt er jeweils zwei Monogramme, links „JM/AM“ und rechts „CM/SM“. Im Schaft befinden sich die Inschriften „G. KLOPE/1876 Renov. 1924/Franz Höhn.“